# Ismá'ílíja

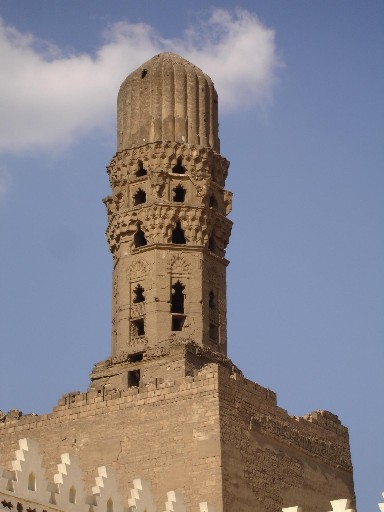
Mešita Al-Hákima, šestého fátimovského chalífy a 16. imáma ismá'ílíji v Káhiře

Ismá'ílíja, někdy též označována jako sab'ija (čili sedmíci, sekta sedmi podle počtu sedmi tzv. viditelných imámů), je odnož ší'itského islámu. V rámci ší'i se jedná o druhou největší větev (největší ší'itská skupina jsou dvanáctníci). Jméno ismá'ílíje je odvozeno od Ismá'ila ibn Džafara (zemřel 762), staršího syna šestého imáma Dža'fara as-Sádika. Ismá'il je stoupenci ismá'ílíji považován za pravého nástupce svého otce a tudíž sedmého imáma, čímž se liší např. od dvanáctníků, kteří považují za sedmého imáma Džafarova mladšího syna Músu al-Kázima.

## Dějiny
Počátky ismá'ílíji sahají do 8. století. Tehdejší šestý imám Dža'far as-Sádik (702–765) vybral za svého nástupce syna Músu al-Kázima namísto nejstaršího syna Ismá'ílíja. Músa byl přijat většinovou částí ší'itského hnutí, zatímco menší část nesouhlasila s Dža'farovým rozhodnutí a za sedmého imáma uznávala Dža'farova nejstaršího syna. Tato skupina od ší'iy se oddělila, čímž byl položen vznik ismá'ílíji.
Hnutí, které stálo ostře proti ortodoxii, se rozšířilo v 9.–11. století v Arábii a jejím okolí. V průběhu času z imá'ílíji vyrostla řada bojovných a extrémistických hnutí. Asi největšího mocenského a politického rozmachu se sedmícům podařilo dosáhnout v době Fátimovského chalífátu (909–1171), když Fátimovci ovládli část Maghribu, Egypt a Sýrii a sami se prohlásili za chalífy. Za jejich vlády byla založena Káhira a také univerzita Al-Azhar. V 11. století se ismá'ílíja rozštěpila na západní a východní větev, západní (drúzové) uznává tzv. skrytého imáma. Východní má naopak žijícího imáma, pro nějž se v Indii vžil termín Aga Chán. Kolem roku 1080 se v rámci sedmíců zrodili pověstní asasíni.
V dnešní době patří k nejvýznamnějším větvím ismá'ílíje nizárijci, dále alavité či drúzové. Ismá'ílijské učení je rozšířeno v řadě islámských zemí, jako je Írán, Pákistán či Jemen.

## Věrouka
Přesné okolnosti vzniku ismá'ílíjské dogmatiky nejsou známy a dodnes tvoří směsici mýtů a prokazatelných skutečností. Učení ismá'ílije se vyznačuje silnou dávkou esoteričnosti (bátin) a v průběhu svého formování během 9. a 10. století do sebe vstřebalo řadu vlivů včetně novoplatonismu či manicheismu, znát je i vliv např. indické filosofie nebo perských mýtů. Jednotlivé odnože ismá'ílíje uznávají za sedmého imáma Ismá'ílíja, případně jeho syna Muhammada. Odmítají učení o stěhování duší či reinkarnaci a postavu imáma chápou čistě jako hypostazi Slova či první projev vůle. Pro učení ismá'ílijců je dále typický radikalismus spolu s extrémistickou propagandou.
V souhlasu s ší'itskou věroukou uznávají koncept imámátu, pořadí prvních sedmi imámů uznávaných ismá'ílijci je takovéto:
1. Alí ibn Abí Tálib (600–661)
2. Hasan ibn Alí (625–669)
3. Husajn ibn Alí (626–680)
4. Alí ibn Husajn (658–713)
5. Muhammad ibn Alí (676–743)
6. Dža'far as-Sádik (703–765)
7. Ismá'il ibn Džafar (745–799)